# Зелена ропуха (рід)
Зеле́на ропу́ха (Bufotes)  — рід земноводних родини ропухових (Bufonidae). Раніше представників роду відносили до роду ропух (Bufo). Станом на 2025 рік описано 15 видів. Отруйні амфібії.

## Опис
Загальна довжина представників цього роду коливається від 8 см до 14 см. У значної кількості видів спостерігається статевий диморфізм: самиці більші за самців. За будовою тіла має велику схожість з видами роду ропуха. Представники роду зелена ропуха відрізняються розмірами та розташуванням залоз — паротидів. Найголовнішою ознакою є зелений колір шкіри, який переважає в забарвленні цих земноводних, на відміну від представників роду ропух, у яких переважає сіре забарвлення.

## Поширення
Мешкають в Європі, зокрема й в Україні (Bufotes viridis), Азії до Корейського півострова (на сході) й Афганістану й Ірану (на півдні), Північній Африці.

## Спосіб життя

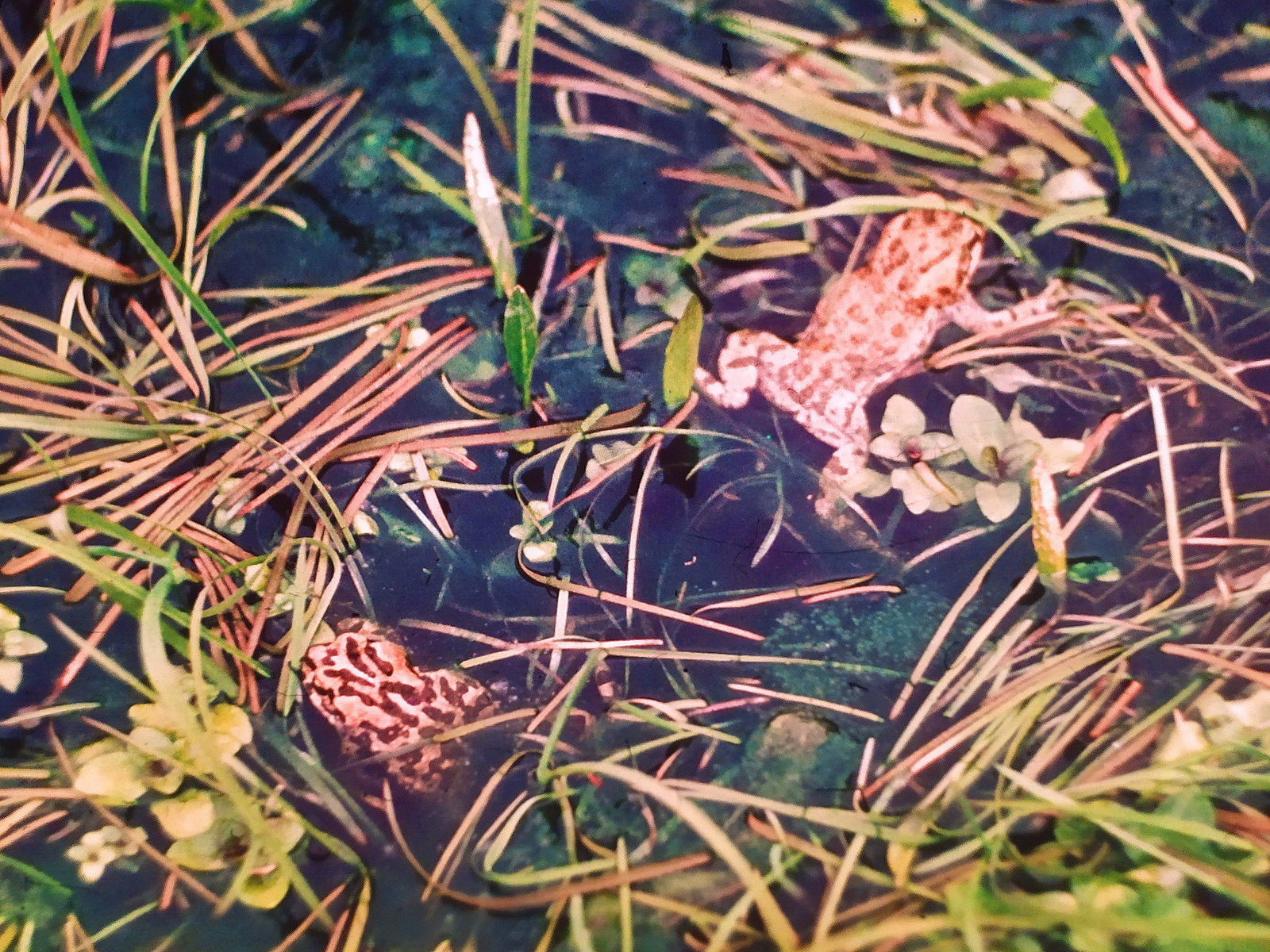
Bufotes pewzowi в нерестовій водоймі. Узбекистан, Нуратау

Населяють лісові, лісостепові та степові місцини. Зустрічаються доволі високо в горах — 700–5238 м над рівнем моря. Живляться безхребетними, членистоногими та молюсками. Активні переважно в присмерку або вночі.

## Систематика
Раніше представників роду відносили до роду ропух (Bufo), певний час розглядалися як підрід. Лише в 2006 році визначений як окремий рід Pseudepidalea, пізніше — як рід Bufotes. Один із 55 родів родини ропухових (Bufonidae). Станом на 2025 рік описано 15 видів:
- Bufotes balearicus
- Bufotes baturae
- Bufotes boulengeri
- Bufotes cypriensis
- Bufotes latastii
- Bufotes luristanicus
- Bufotes oblongus
- Bufotes perrini
- Bufotes pewzowi
- Bufotes pseudoraddei
- Bufotes sitibundus
- Bufotes surdus
- Bufotes turanensis
- Bufotes viridis — Ропуха зелена
- Bufotes zugmayeri